# Enfrentamiento entre el USS Boston y el Berceau
El enfrentamiento entre el USS Boston y Berceau, fue una acción de un solo barco frente a Guadalupe, durante la Cuasi-Guerra con Francia. El USS Boston (32 cañones), capitán George Little, capturó la corbeta francesa Berceau, capitaine de frégate Louis-André Senez. Navegando a 600 millas al noreste de Guadalupe en la mañana del 12 de octubre, Boston, vio dos buques que a las 8:00 a.m. se determinó que eran buques de guerra, una goleta (no identificada) y el Berceau de 24 cañones, que luego se dirigió en diferentes direcciones.
Persiguiendo esto último, Boston ganó constantemente antes de atraparla al final de la tarde (el informe estadounidense da la hora como 4:30 p. m., el francés 3:30 p. m.). Berceau luego acortó la vela y los dos comenzaron un compromiso obstinado, cada uno tratando de destrozar los mástiles, las velas y el aparejo del otro hasta que el daño en la parte superior de ambos los hizo inmanejables y se separaron. Las tripulaciones pasaron las siguientes horas reparando su daño para poder reincorporarse a la lucha. Mucho después del anochecer, los dos pudieron volver a participar (el informe francés da un compromiso intermedio adicional), lo que hicieron durante más de una hora. La acción finalmente terminó (American, 10:20 p. m.; Francés 11:30 p. m.) cuando, perdiendo su mástil delantero y principal y ya habiendo tenido intentos de abordaje rechazados, Berceau se vio obligada a golpear sus colores.
Después de varios días inmóvil, reparando mástiles, velas y aparejos, Boston remolcó a Berceau bajo el mando del maestro Robert Haswell a su puerto base homónimo de Boston. A su llegada, se descubrió que la acción en realidad se había librado dos semanas después de que un acuerdo de paz hubiera puesto fin formalmente a las hostilidades. Como consecuencia, Berceau fue reparado a expensas de Estados Unidos y regresó a Francia. La victoria también estuvo manchada por acusaciones de que los oficiales franceses habían sido saqueados de sus pertenencias personales y sirvientes negros, con la participación activa de la mayoría de sus homólogos estadounidenses. Absueltos en un procedimiento de corte marcial resultante, la mayoría de los oficiales de Boston fueron despedidos de la Marina.